# Plutomurus
Genre
Plutomurus est un genre de collemboles de la famille des Tomoceridae.

## Distribution
Les espèces de ce genre se rencontrent en Amérique du Nord et en Eurasie. Elles vivent dans des grottes ou dans le sol.

## Liste des espèces
Selon Checklist of the Collembola of the World (version du 22 août 2019) :
- Plutomurus abchasicus Martynova, 1969
- Plutomurus baschkiricus (Skorikov, 1900)
- Plutomurus belozerovi Martynova, 1979
- Plutomurus birsteini Djanashvili & Barjadze, 2011
- Plutomurus borealis Suma, 1981
- Plutomurus brevimucronatus (Denis, 1928)
- Plutomurus californicus (Folsom, 1913)
- Plutomurus carpaticus Rusek & Weiner, 1978
- Plutomurus diversispinus (Yosii, 1966)
- Plutomurus edaphicus Yosii, 1967
- Plutomurus ehimensis Yosii, 1956
- Plutomurus eristoi Barjadze, Baquero, Soto-Adames, Giordano & Jordana, 2016
- Plutomurus grahami (Christiansen, 1980)
- Plutomurus gul (Yosii, 1966)
- Plutomurus iwatensis Yoshii, 1991
- Plutomurus jeleznovodskii Kniss & Thibaud, 1999
- Plutomurus kawasawai Yosii, 1956
- Plutomurus kelasuricus Martynova, 1969
- Plutomurus leei (Yosii, 1966)
- Plutomurus marmorarius Yosii, 1967
- Plutomurus ortobalaganensis Jordana & Baquero, 2012
- Plutomurus pichkhaiai Barjadze, Jordana & Soto-Adames, 2018
- Plutomurus revazi Barjadze, Baquero, Soto-Adames, Giordano & Jordana, 2016
- Plutomurus riugadoensis (Yosii, 1939)
- Plutomurus shurubumuensis Barjadze, Jordana & Soto-Adames, 2018
- Plutomurus sorosii Kniss & Thibaud, 1999
- Plutomurus suzukaensis (Yosii, 1939)
- Plutomurus unidentatus (Börner, 1901)
- Plutomurus vigintiferispina Lee, 1974
- Plutomurus wilkeyi (Christiansen, 1964)
- Plutomurus yamatensis Yosii, 1956

## Publication originale
- Yosii, 1956 : Monographie zur Hohlencollembolen Japans. Contributions from the Biological Laboratory, Kyoto University, no 3, p. 1-109.